# South Elmsall
South Elmsall är en stad öster om Hemsworth i distriktet Wakefield i West Yorkshire med 18 425 invånare (South Kirkby inräknat). Staden ligger granne med South Kirkby och det är svårt att se var det ena samhället slutar och det andra börjar, därför brukar räknar man ofta ihop de två samhällena. South Elmsall är mest känd för sin kolgruva som nu är nerlagd. Fotbollslaget Frickley Athletic FC kommer från staden.